# هورايزون جويوت
هورايزون جويوت (بالانجليزية: Horizon Guyot) وهي عبارة عن سلسلة من التلال الطويلة الأفق الممتدة ومن المفترض أنها من العصر الطباشيري (جيوت) في جبال منتصف المحيط الهادي.
يبلغ طولها 300 كيلومتر (190 ميل) وارتفاعها 4.3 كيلومتر (2.7 ميل)، وتمتد في اتجاه الشمال الشرقي والجنوب الغربي ولها سطحان مسطحان؛ يرتفع إلى عمق لا يقل عن 1،443 متر (4،730 قدم).

## الموقع
تقع جبال منتصف المحيط الهادئ غرب هاواي وشمال شرق جزر الخط.